# Anna Brzecka-Bonnaud
Anna Brzecka-Bonnaud – polska lekarka, profesor nauk medycznych i nauk o zdrowiu.

## Życiorys
Jest absolwentką Akademii Medycznej im. Piastów Śląskich, w 1988 r. obroniła pracę doktorską, w 2008 r. habilitowała się na podstawie pracy zatytułowanej Przewlekła hipowentylacja pęcherzykowa w przebiegu zespołu obturacyjnego bezdechu śródsennego. W 2023 r. uzyskała tytuł profesora nauk medycznych i nauk o zdrowiu. 
Została pracownikiem naukowym na Uniwersytecie Medycznym im. Piastów Śląskich we Wrocławiu.